# أوستن برادفورد هيل
أوستن برادفورد هيل (8 يوليو 1897 - 18 أبريل 1991) (بالإنجليزية: Austin Bradford Hill) عالم وبائيات وإحصائي إنجليزي. كان رائدًا في التجارب السريرية العشوائية. قام رُفقة ريتشارد دول بإظهار العلاقة بين تدخين السجائر وسرطان الرئة.